# 245-та мотострілецька дивізія (СРСР)
245-та мотострілецька дивізія (245 МСД, в/ч 46108) — з'єднання мотострілецьких військ Радянської армії чисельністю у дивізію, що існувало у 1967—1991 роках. Дивізія дислокувалася з 1971 року в Бурятії.
Після розпаду СРСР у 1992 році перейшла до складу Збройних сил Російської Федерації.

## Історія
Дивізія була створена 31 серпня 1967 року в складі 13-го гвардійського армійського корпусу в місті Курськ для заміни 272-ї мотострілецької дивізії, що вибула на Далекий Схід. Основою для формування дивізії став залишений від 272-ї дивізії 153-й мотострілецький полк, що ввійшов до новоствореної дивізії.